# Federação Romena de Ginástica
A Federação Romena de Ginástica é a entidade responsável pela organização dos eventos e representação dos atletas e juízes das modalidades na ginástica em Romênia. Formada em 1906, a Federação é associada a FIG.